# دریاچه دیوپکون
دریاچه دیوپکون (انگلیسی: Lake Dyupkun) یک دریاچه در سرزمین کراسنویارسک کشور روسیه است.